# Deutscher Eishockeypokal 2007/08
Der Deutsche Eishockeypokal wurde in der Saison 2007/08 zum sechsten Mal vom Deutschen Eishockey-Bund in Zusammenarbeit mit der Deutschen Eishockey Liga und der Eishockeyspielbetriebsgesellschaft ausgespielt.
Der Spieltermin für die 1. Runde war der 28. August 2007.

## Auslosungsverfahren
Bei allen Auslosungen wurde zu jedem Verein aus Topf 1 ein Verein aus dem Topf 2 gelost. Die Vereine aus Topf 2 hatten immer Heimrecht gegenüber dem Verein aus Topf 1. War in einem der beiden Töpfe kein Verein mehr, erhielt der erstgezogene Verein aus dem gleichen Topf das Heimrecht.
| Topf 1 | Topf 2 |
| --- | --- |
| - die 14 Vereine der DEL-Saison 2006/07 - die beiden Finalteilnehmer der ASSTEL-Eishockey-Liga-Saison 2006/07 | - die restlichen 12 Vereine der ASSTEL-Eishockey-Liga-Saison 2006/07 - die beiden Oberliga-Playoff-Halbfinalgewinner 2006/07 - der besserplatzierte Verlierer der Oberliga-Playoff-Halbfinals 2006/07 - der Gewinner der Oberliga-Pokal-Qualifikation (genauer Modus: siehe hier)                                 |
| - Augsburger Panther - Eisbären Berlin - Füchse Duisburg - DEG Metro Stars - Frankfurt Lions - Hamburg Freezers - Hannover Scorpions - ERC Ingolstadt - Iserlohn Roosters - Kölner Haie - Krefeld Pinguine - Adler Mannheim (Titelverteidiger) - Sinupret Ice Tigers - Straubing Tigers - Grizzly Adams Wolfsburg - Kassel Huskies | - SC Bietigheim-Bissingen - REV Bremerhaven - ETC Crimmitschau - Dresdner Eislöwen - ESC Moskitos Essen - EV Landsberg - Landshut Cannibals - Lausitzer Füchse - ESV Kaufbeuren - EHC München - Eisbären Regensburg - Schwenninger ERC - Heilbronner Falken - EV Ravensburg - SC Riessersee - Starbulls Rosenheim |

## Begegnungen

### 1. Runde
Die 1. Runde fand ab dem 26. August 2007 statt. Die Paarungen wurden am 30. Juni 2007 in Landshut im Rahmen der Eishockey-Classics 2007, eines DEL-Golf-Turniers, durch Marco Sturm ausgelost.
| 26. August 2007   | Dresdner Eislöwen       | – | Grizzly Adams Wolfsburg | 1:4 (1:0, 0:2, 0:2)            | Zuschauer: 1.524 |
|                   | Heilbronner Falken      | – | DEG Metro Stars         | 1:7 (0:4, 1:1, 0:2)            | Zuschauer: 1.632 |
|                   | Eisbären Regensburg     | – | ERC Ingolstadt          | 1:4 (0:3, 0:0, 1:1)            | Zuschauer: 2.600 |
|                   | SERC Wild Wings         | – | Iserlohn Roosters       | 2:5 (1:2, 1:0, 0:3)            | Zuschauer: 1.500 |
| 28. August 2007   | Landshut Cannibals      | – | Füchse Duisburg         | 2:3 (2:1, 0:1, 0:1)            | Zuschauer: 3.500 |
|                   | Lausitzer Füchse        | – | Straubing Tigers        | 5:6 (0:2, 2:1, 3:3)            | Zuschauer: 1.659 |
|                   | EV Landsberg            | – | Eisbären Berlin         | 2:3 (1:2, 2:1, 0:0)            | Zuschauer: 1.314 |
|                   | Starbulls Rosenheim     | – | Hamburg Freezers        | 0:6 (0:0, 0:3, 0:3)            | Zuschauer: 2.040 |
|                   | ETC Crimmitschau        | – | Frankfurt Lions         | 2:3 n. P. (0:1, 0:0, 2:1, 0:1) | Zuschauer: 2.869 |
|                   | ESV Kaufbeuren          | – | Augsburger Panther      | 1:5 (0:1, 0:0, 1:4)            | Zuschauer: 3.407 |
|                   | REV Bremerhaven         | – | Kölner Haie             | 4:3 n. P. (2:0, 1:1, 0:2, 1:0) | Zuschauer: 2.000 |
|                   | EV Ravensburg           | – | Hannover Scorpions      | 2:7 (2:3, 0:3, 0:1)            | Zuschauer: 2.300 |
|                   | SC Riessersee           | – | Krefeld Pinguine        | 1:4 (1:1, 0:0, 0:3)            | Zuschauer: 1.500 |
| 2. September 2007 | EHC München             | – | Sinupret Ice Tigers     | 5:3 (1:1, 2:2, 2:0)            | Zuschauer: 1.881 |
| 4. September 2007 | Moskitos Essen          | – | Kassel Huskies          | 0:1 (0:0, 0:0, 0:1)            | Zuschauer: 1.302 |
| 5. September 2007 | SC Bietigheim-Bissingen | – | Adler Mannheim          | 2:3 n. V. (0:1, 1:1, 1:0, 0:1) | Zuschauer: 2.996 |

### 2. Runde

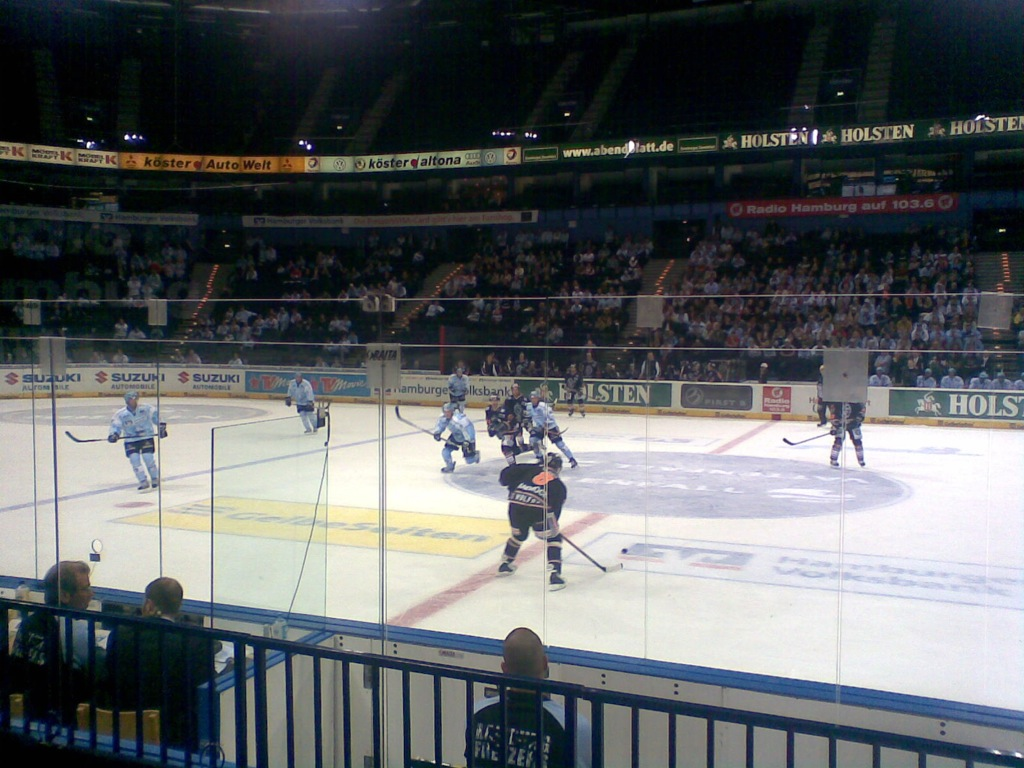
Zweitrundenspiel zwischen den Hamburg Freezers und den Grizzly Adams Wolfsburg

Die 2. Runde fand ab 18. September 2007 statt. Die Paarungen wurden am 6. September im Vorfeld des Saison-Auftaktspiels 2007/08 zwischen den Kölner Haien und den Hamburg Freezers in Köln ausgelost.
| Topf 1 | Topf 2                          |
| - Grizzly Adams Wolfsburg - DEG Metro Stars - ERC Ingolstadt - Iserlohn Roosters - Füchse Duisburg - Straubing Tigers - Eisbären Berlin - Hamburg Freezers - Frankfurt Lions - Augsburger Panther - Hannover Scorpions - Krefeld Pinguine - Kassel Huskies - Adler Mannheim | - REV Bremerhaven - EHC München |

| 18. September 2007 | EHC München       | – | Augsburger Panther      | 1:3 (0:2, 0:1, 1:0)                 | Zuschauer: 2.249 |
|                    | Kassel Huskies    | – | Eisbären Berlin         | 3:5 (0:0, 3:2, 0:3)                 | Zuschauer: 2.097 |
|                    | Adler Mannheim    | – | Hannover Scorpions      | 2:3 (0:2, 1:1, 1:0)                 | Zuschauer: 8.139 |
|                    | Iserlohn Roosters | – | Krefeld Pinguine        | 1:0 n. V. (0:0, 0:0, 0:0, 1:0)      | Zuschauer: 2.331 |
|                    | Frankfurt Lions   | – | Straubing Tigers        | 5:1 (3:0, 1:1, 1:0)                 | Zuschauer: 3.078 |
| 25. September 2007 | DEG Metro Stars   | – | Füchse Duisburg         | 5:3 (3:1, 0:0, 2:2)                 | Zuschauer: 2.344 |
| 26. September 2007 | Hamburg Freezers  | – | Grizzly Adams Wolfsburg | 5:3 (4:1, 1:1, 0:1)                 | Zuschauer: 2.375 |
| 16. Oktober 2007   | REV Bremerhaven   | – | ERC Ingolstadt          | 2:3 n. P. (0:1, 1:0, 1:1; 0:0; 0:1) | Zuschauer: 2.050 |

### Viertelfinale
Die Viertelfinalbegegnungen fanden ab dem 16. Oktober 2007 statt. Da sich ausschließlich DEL-Mannschaften qualifiziert hatten, waren für die Auslosung alle Teams in Topf 1 gesetzt.
| Topf 1 |
| - Augsburger Panther - Eisbären Berlin - DEG Metro Stars - Frankfurt Lions - Hamburg Freezers - Hannover Scorpions - ERC Ingolstadt - Iserlohn Roosters |

| 16. Oktober 2007  | Hamburg Freezers  | – | Hannover Scorpions | 3:4 n. V. (1:2, 2:1, 0:0; 0:1) | Zuschauer: 1.868 |
| 6. November 2007  | DEG Metro Stars   | – | Augsburger Panther | 1:2 (1:1, 0:1, 0:0)            | Zuschauer: 1.761 |
| 13. November 2007 | Iserlohn Roosters | – | Eisbären Berlin    | 2:3 n. V. (0:0, 2:2, 0:0, 0:1) | Zuschauer: 1.997 |
|                   | Frankfurt Lions   | – | ERC Ingolstadt     | 6:3 (2:1, 3:1, 1:1)            | Zuschauer: 3.200 |

### Halbfinale
Die Halbfinalbegegnungen fanden am 18. Dezember 2007 statt. Die Paarungen wurden am 19. November im Rahmen der Sendung Blickpunkt Sport im Bayerischen Fernsehen, gezogen von Viona Harrer (deutsche Nationalspielerin und Torhüterin beim Oberligisten Tölzer Löwen), ausgelost.
| Topf 1                                                                        |
| - Hannover Scorpions - Augsburger Panther - Eisbären Berlin - Frankfurt Lions |

| 11. Dezember 2007 | Eisbären Berlin    | – | Augsburger Panther | 10:4 (6:2, 1:2, 3:0) | Zuschauer: 3.100 |
| 18. Dezember 2007 | Hannover Scorpions | – | Frankfurt Lions    | 3:4 (2:1,0:2,1:1)    | Zuschauer: 4.000 |

### Finale
Das Finale fand am 19. Februar 2008 statt. Der Endspielort war Berlin.
| 19. Februar 2008 | Eisbären Berlin | – | Frankfurt Lions | 3:2 (1:0, 0:1, 2:1) | Zuschauer: 4.695 |

Somit sind die Eisbären Berlin zum ersten Mal deutscher Pokalsieger.